# Khaled Fadhel
Khaled Fadhel (ur. 29 września 1976 w Tunisie)– tunezyjski piłkarz, reprezentant kraju grający na pozycji bramkarza.

## Kariera piłkarska
Przygodę z futbolem Fadhel rozpoczął w 1996 w klubie Club Africain. W barwach tej drużyny dwukrotnie sięgnął po Puchar Tunezji w sezonach 1997/98 i 1999/2000. Club Africain z Fadhelem w składzie zdobyło Puchar Zdobywców Pucharów Afryki w sezonie 1998/99, Puchar CAF w sezonie 1997/98 oraz Arabską Ligę Mistrzów w sezonie 1996/97.
W 2001 dołączył do Club Sportif Sfaxien. Wraz z drużyną zdobył trzeci w karierze Puchar Tunezji w sezonie 2003/04. Dorzucił do tego Puchar Ligi Tunezyjskiej w sezonie 2002/03 oraz drugi triumf w Arabskiej Lidze Mistrzów w sezonie 2003/04. 
Sezon 2004/05 spędził w tureckim Diyarbakırspor. W następnej kampanii występował dla Kayseri Erciyesspor. Z drużyną dotarł do finału Pucharu Turcji w sezonie 2006/07. Kolejny sezon spędził w US Monastir, w którym to w 2008 zakończył karierę piłkarską.
| Sezon     | Klub                 | Kraj    | Rozgrywki | Mecze | Bramki |
| --------- | -------------------- | ------- | --------- | ----- | ------ |
| 1996/97   | Club Africain        | Tunezja | CLP-1     |       |        |
| 1997/98   | Club Africain        | Tunezja | CLP-1     |       |        |
| 1998/99   | Club Africain        | Tunezja | CLP-1     |       |        |
| 1999/2000 | Club Africain        | Tunezja | CLP-1     |       |        |
| 2000/01   | Club Africain        | Tunezja | CLP-1     |       |        |
| 2001/02   | Club Sportif Sfaxien | Tunezja | CLP-1     |       |        |
| 2002/03   | Club Sportif Sfaxien | Tunezja | CLP-1     |       |        |
| 2003/04   | Club Sportif Sfaxien | Tunezja | CLP-1     |       |        |
| 2004/05   | Diyarbakırspor       | Turcja  | Süper Lig | 26    | 0      |
| 2005/06   | Kayseri Erciyesspor  | Turcja  | Süper Lig | 31    | 0      |
| 2006/07   | Kayseri Erciyesspor  | Turcja  | Süper Lig | 14    | 0      |
| 2007/08   | US Monastir          | Tunezja | CLP-1     |       |        |

## Kariera reprezentacyjna
Fadhel to uczestnik Igrzysk Olimpijskich 2004. Podczas Igrzysk zagrał w trzech meczach z Australią, Serbią i Czarnogórą oraz Argentyną.
Debiut w seniorskiej kadrze Tunezji zaliczył 8 października 2003. Przeciwnikiem była Japonia, a mecz zakończył się porażką 0:1. Był w kadrze Tunezji na Puchar Narodów Afryki 2004, na którym to Tunezja, pełniąca rolę gospodarza, została mistrzem kontynentu. Fadhel spędził turniej na ławce rezerwowych. 
Rok później pojechał na Puchar Konfederacji, rozgrywany w Niemczech. Zagrał tam w meczu grupowym z Argentyną. Był w kadrze na Puchar Narodów Afryki 2006, ale i na tym turnieju pełnił rolę bramkarza rezerwowego. Ostatni mecz w drużynie narodowej rozegrał 16 listopada 2005, wygrany 2:1 z Egiptem. Łącznie w latach 2003–2005 wystąpił w 8 spotkaniach reprezentacji Tunezji.
| Mecze i gole w reprezentacji | Mecze i gole w reprezentacji | Mecze i gole w reprezentacji | Mecze i gole w reprezentacji  | Mecze i gole w reprezentacji | Mecze i gole w reprezentacji | Mecze i gole w reprezentacji |
| #                            | Data                         | Miasto                       | Przeciwnik                    | Gol                          | Wynik                        | Rozgrywki                    |
| ---------------------------- | ---------------------------- | ---------------------------- | ----------------------------- | ---------------------------- | ---------------------------- | ---------------------------- |
| 1.                           | 08.10.2003                   | Tunis                        | Japonia                       |                              | 0:1                          | towarzyski                   |
| 2.                           | 17.01.2004                   | Sfax                         | Benin                         |                              | 2:1                          | towarzyski                   |
| 3.                           | 28.04.2004                   | Sfax                         | Mali                          |                              | 1:0                          | towarzyski                   |
| 4.                           | 05.06.2004                   | Kafsa                        | Botswana                      |                              | 4:1                          | El. MŚ 2006                  |
| 5.                           | 09.10.2004                   | Blantyre                     | Malawi                        |                              | 2:2                          | El. MŚ 2006                  |
| 6.                           | 15.06.2005                   | Kolonia                      | Argentyna                     |                              | 1:2                          | PK 2005                      |
| 7.                           | 11.11.2005                   | Paryż                        | Demokratyczna Republika Konga |                              | 2:2                          | towarzyski                   |
| 8.                           | 16.11.2005                   | Kair                         | Egipt                         |                              | 2:1                          | towarzyski                   |

## Sukcesy
Tunezja
- Puchar Narodów Afryki (1): 2004 (1. miejsce)

Club Africain
- Puchar Tunezji (2): 1997/98, 1999/2000
- Puchar Zdobywców Pucharów Afryki (1): 1998/99
- Puchar CAF (1): 1997/98
- Arabska Liga Mistrzów (1): 1996/97

Club Sportif Sfaxien
- Puchar Tunezji (1): 2003/04
- Puchar Ligi Tunezyjskiej (1): 2002/03
- Arabska Liga Mistrzów (1): 2003/04

Kayseri Erciyesspor
- Finał Pucharu Turcji (1): 2006/07